# 失業救助羅曼史
《失業救助羅曼史》（韓語：실업급여 로맨스），為韓國E Channel自2013年10月5日起於週六晚上11:00（KST）播出的電視劇。

## 劇情簡介
講述夢想成為知名電視劇編劇，但在現實生活中只是領取失業補貼金的三流節目作家任勝希（李英雅飾演），與在失業救助中心擔任臨時職員的初戀宗代（南宮珉飾演）重逢後發生的故事。

## 演員陣容

### 主要人物
- 李英雅 飾演 任勝希
- 南宮珉 飾演 金宗代
- 徐俊英 飾演 黃浣夏
- 裴瑟琪 飾演 文善珠

### 其他人物
- 鄭勝雅 飾演 吳妍雨
- 朴宇天 飾演 朴光八
- 金康鉉 飾演 嚴孝尚
- 全昌傑 飾演 金代表
- 朴真珠 飾演 助理編劇
- 鄭　進 飾演 李PD
- 明桂南 飾演 宗代父
- 權基善 飾演 慈玉
- 池上民 飾演 善太
- 黃恩晶 飾演 慶熙
- 朴熙真 飾演 蒼水媽媽

### 客串演出
- 朴慶琳
- 李原種

## 集數列表
| 集數 | 播出日期   | 標題         |
| ---- | ---------- | ------------ |
| 1    | 2013/10/05 | 電視劇女王   |
| 2    | 2013/10/12 | 電視劇女王   |
| 3    | 2013/10/19 | 電視劇女王   |
| 4    | 2013/10/26 | 保健學概論   |
| 5    | 2013/11/02 | 保健學概論   |
| 6    | 2013/11/09 | 保健學概論   |
| 7    | 2013/11/16 | 失業救助緋聞 |
| 8    | 2013/11/23 | 失業救助緋聞 |
| 9    | 2013/11/30 | 失業救助緋聞 |
| 10   | 2013/12/07 | 失業救助緋聞 |

## 獲獎
- 2013年 第8屆 Cable TV 放送大賞
  - 電視劇／娛樂節目 PP作品賞

## 腳註
1. ↑  李英雅將出演「失業補貼羅曼史」攜手南宮珉打造輕鬆愛情劇 （页面存档备份，存于） StarN（中文）
2. ↑  李英雅-南宮民牽手,演繹<失業救助羅曼史> （页面存档备份，存于） 因我來福（中文）

## 外部連結
- E Channel（页面存档备份，存于）

| 臺灣 龍華影劇台 星期一至五 19:00 - 20:00 | 臺灣 龍華影劇台 星期一至五 19:00 - 20:00      | 臺灣 龍華影劇台 星期一至五 19:00 - 20:00 |
| ---------------------------------------- | --------------------------------------------- | ---------------------------------------- |
|                                          | 失業羅曼史 （2016年12月5日 - 2016年12月16日） |                                          |
| 待查 （ - 2016年12月2日）                | 女帝 （2016年12月19日 - 2017年1月4日）        |                                          |